# Paganismo circassiano
O Paganismo Circassiano, também chamado de Khabzeísmo ou Khabzismo, é a religião étnica dos circassianos. Baseia-se na adoração do deus supremo Theshkhue (Тхьэшхуэ) e outras divindades menores sob seu governo, a cada uma das quais é atribuído um elemento, ação ou item de veneração e controle. A religião também se concentra fortemente na perfeição da alma, desenvolvendo maturidade espiritual e honra até que o praticante possa entrar nos céus, em união com seus ancestrais.

## Conceitos e valores

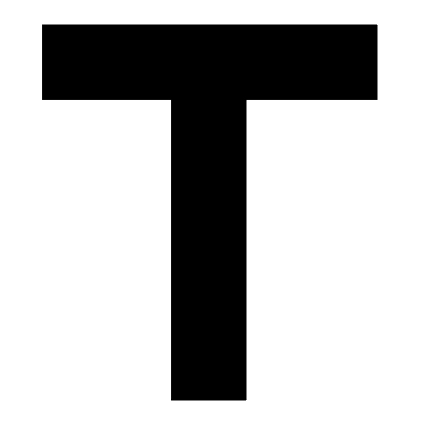
A "cruz de martelo" circassiana usada para representar a fé khabzista. Hoje, ele representa o Adyghe Xabze, o código moral dos circassianos que desde então foi islamizado e separado do paganismo circassiano.

Os conceitos proeminentes do Khabzeísmo incluem honra (nape), manifestação de compaixão (guschlegu), ajuda gratuita (psape), que, juntamente com o valor e a bravura de um guerreiro, permitem que a alma humana se junte à alma dos ancestrais com uma consciência limpa (nape huzhkle). Assim, o objetivo da existência terrena do homem é a perfeição da alma; as almas dos antepassados também requerem comemoração, pois têm a capacidade de observar e avaliar os assuntos de seus descendentes:  festas fúnebres são organizadas (hedeus) e sacrifícios ou preparações de refeições memoriais (zheryme) são praticados e distribuídos para a lembrança das almas mortas. 

### Nape
Nape (honra) é uma das pedras angulares da fé circassiana. Tradicionalmente, a Circássia não possuía prisões nem castigos corporais; em vez disso, era utilizado um sistema de multas, pena de morte ou expulsão da sociedade. No entanto, o castigo mais terrível entre eles era “perder a face” (napeteh) e, portanto, o respeito pela sociedade, um destino considerado pior que a morte. Napeteh era frequentemente lançado por derrota militar ou prisão nas mãos de um exército estrangeiro, e posteriormente tornou-se um costume para os guerreiros circassianos cometerem suicídio de honra. 

### Guschlegu
Guschlegu (compaixão) envolve hospitalidade e cuidado com os outros. É considerado altamente importante na sociedade circassiana, onde frequentemente se conecta ao conceito de honra, na medida em que as demonstrações de boa vontade e beneficência são valorizadas e consideradas, especialmente em comunidades mais tradicionais, quase socialmente obrigatórias. 

### Psape
Psape (ajuda gratuita) é um conceito muito parecido com guschlegu, mas difere porque psape se refere a ações de ajuda sem expectativa de nada em troca. Os circassianos, de acordo com o Adyghe Xabze, devem, por exemplo, receber os hóspedes como se fossem da sua própria família e fazer provisões para eles; um bom anfitrião também nunca deve esperar retribuição por suas ações, embora o código social também obrigue os hóspedes a agirem sob a autoridade de seu anfitrião enquanto sua estadia os acolher. 

### Oferendas e rituais
É bem provável que em algum momento os circassianos tivessem uma casta sacerdotal separada que oficiava serviços e ritos religiosos. Entretanto, não há indícios de que seitas arcanas nem uma classe sacerdotal detentora de poder, guardando zelosamente mistérios ocultos inacessíveis ao povo comum, como era o caso em várias sociedades antigas, tenham existido; o participante mais velho, que transmitia o conhecimento aos seus discípulos leigos, geralmente realiza ritos religiosos. 
Acredita-se que a realização de ritos especiais de adoração, nos quais os suplicantes circundam um objeto venerado (como uma árvore sagrada ou um local atingido por um raio), invoca os espíritos residentes e desbloqueia seus poderes latentes. Alguns relatos falam de procissões solenes ao redor de uma árvore com os suplicantes carregando tochas; esses rituais formavam uma parte significativa de um complexo sistema de orações. A classe mais sagrada de danças era chamada wij (x'wrey), que era executada por dançarinos, formando um círculo em torno de um objeto venerado. 
Os ritos religiosos às vezes são acompanhados de cânticos. Canções eram entoadas durante festas em homenagem ao trovão, durante sacrifícios e entre outros festivais tradicionais. Quando um raio atingia um lugar ou objeto, um tipo especial de wij era realizado ao redor do local atingido, acompanhado pelo Canto do Relâmpago (Schible Wered). 
Outra classe de ritos de súplica está relacionada à prevenção de doenças; uma forma primitiva de inoculação existia entre os antigos circassianos para prevenção da varíola, e tal inoculação seria seguida pela colocação em um balanço, balançado ao acompanhamento de um canto especial, Vossa Senhoria (Ziywis-hen), que invocava a misericórdia da divindade da doença. 
Juntamente com os ritos religiosos, podem ser feitos juramentos e votos, cuja violação levaria ao desprezo e à vergonha, e tradicionalmente muitas vezes à retribuição por parte da comunidade. 

## Crenças e criação
A fé Khabzeísta é monística, com a maior proeminência dada ao supremo Theshkhue (coloquialmente abreviado para The), que gera o universo.  Theshkhue se expressa gerando o Logos ou Lei cósmica (khy), o padrão primordial a partir do qual todos os seres se formam naturalmente, desenvolvendo-se por leis internas.  A iluminação para os homens corresponde à compreensão da Lei de Tha. 
Theshkhue é onipresente em sua criação (coagulação); de acordo com os textos cosmológicos Adyghe, "seu espírito está espalhado por todo o espaço".  Nos hinos Adyghe, Theshkhue é referido como "Aquele a quem todos pedem, mas que não pede de volta", "o multiplicador do inexistente", "em quem todos depositam sua esperança, mas que não deposita esperança em ninguém", "de quem vêm os dons", "Sua obra incrível", "Aquele que permite que o céu e a terra se movam". 
Tudo é um (Псори Зыщ/Хыщ, Psori Zysch/Hysch), e é um com Theshkhue.  O mundo material manifestado está em perpétua mudança, mas ao mesmo tempo há uma base que sempre permanece inabalável. Esse é o princípio originário do mundo e de suas Leis.  O mundo em constante mudança e sua base são comparados a uma roda giratória (дунейр шэрхъщи / мэкӀэрахъуэ, duneir sherxschi / mek'eraxue): embora a roda esteja constantemente girando (mudando), o cubo central, em torno do qual ela gira, permanece parado.  Seguidores dessa visão de mundo, às vezes também islamizados, são encontrados na Turquia moderna. 

### Divindades secundárias
Depois de Theshkue, o deus supremo, existem divindades secundárias, como: 
- Hantseguash: A Deusa da Água e da Chuva
- Hedrixe: o Deus e Protetor dos Mortos
- Heneguash: A Deusa do Mar
- Hyateguash: a Deusa da Beleza e dos Jardins
- Kodes: O Deus das Montanhas
- Mezguash: A Deusa de toda a Fauna
- Mezytha: O Deus das Florestas, Caça e Bestas
- Psetha: O Deus da Vida e das Almas
- Sataney: A Deusa da Feminilidade e da Fertilidade, Mãe dos Narts
- Schyble: O Deus do Relâmpago
- Sozresh: O Deus da Fertilidade, Família, Bem-estar e Doença
- Thageledj: O Deus da Flora e das Colheitas
- Tlepsh: O Deus do Fogo, dos Ferreiros, do Aço e das Armas
- Theshu: O Deus e Protetor dos Cavaleiros
- Theqwafeshu: O Arauto de Theshxwe
- Tetertup: O Deus da Guerra e do Derramamento de Sangue
- Uashkhue: O Deus dos Céus
- Merise: A Deusa e Protetora das Abelhas
- Os Narts, semideuses mencionados na saga homônima com sua mãe Sataney.

Acredita-se que existam também várias outras divindades, com extensos panteões regionais e universais. 
Os deuses e deusas são divididos em dois grupos fundamentalmente diferentes: 
1. Deuses sem imagem, cosmogônicos (Thashkhue, Uashkhue, Psetha, Schyble).
2. Deuses antropomórficos (humanóides) (Mezytha, Tlepsh, Thagaledj, etc.).

## Continuidade
A Circássia foi um dos poucos lugares na Europa que manteve suas tradições religiosas nativas por mais tempo, até a islamização no século XVII, com quase uma continuidade entre as tradições antigas e a religiosidade e visão de mundo modernas (Khabze), que sincretizou e manteve muitos de seus elementos nativos, mesmo nos tempos islâmicos. As crenças Khabze e as crenças sufis-islâmicas são atualmente vistas como filosofias complementares por alguns circassianos. 